# Formel 2-EM 1978
Formel 2-EM 1978 vanns av Bruno Giacomelli från Italien.

## Delsegrare
| Datum        | Bana           | Vinnare          |
| ------------ | -------------- | ---------------- |
| 27 mars      | Thruxton       | Bruno Giacomelli |
| 9 april      | Hockenheim     | Bruno Giacomelli |
| 7 maj        | Nürburgring    | Alex Ribeiro     |
| 15 maj       | Pau            | Bruno Giacomelli |
| 28 maj       | Mugello        | Derek Daly       |
| 4 juni       | Vallelunga     | Derek Daly       |
| 18 juni      | Rouen          | Bruno Giacomelli |
| 25 juni      | Donington Park | Keke Rosberg     |
| 9 juli       | Nogaro         | Bruno Giacomelli |
| 23 juli      | Enna           | Bruno Giacomelli |
| 6 augusti    | Misano         | Bruno Giacomelli |
| 24 september | Hockenheim     | Bruno Giacomelli |

## Slutställning
| Plats | Förare             | Poäng |
| ----- | ------------------ | ----- |
| 1     | Bruno Giacomelli   | 78    |
| 2     | Marc Surer         | 48    |
| 3     | Derek Daly         | 27    |
| 4     | Eddie Cheever      | 24    |
| 5     | Keke Rosberg       | 16    |
| 6     | Piero Necchi       | 13    |
| 7     | Ingo Hoffmann      | 13    |
| 8     | Alex Ribeiro       | 11    |
| 9     | Alberto Colombo    | 11    |
| 10    | Manfred Winkelhock | 11    |